# Санфре
Санфре (итал. Sanfrè) је насеље у Италији у округу Кунео, региону Пијемонт.
Према процени из 2011. у насељу је живело 2538 становника. Насеље се налази на надморској висини од 279 м.

## Становништво
Према резултатима пописа становништва 2011. у општини је живело 2.901 становника.
| 1931. | 1936. | 1951. | 1961. | 1971. | 1981. | 1991. | 2001. | 2011. |
| ----- | ----- | ----- | ----- | ----- | ----- | ----- | ----- | ----- |
| 2.051 | 2.020 | 1.921 | 1.790 | 1.970 | 2.000 | 2.155 | 2.500 | 2.901 |